# Eugen Korschelt
Eugen Korschelt (Zittau, 28 settembre 1858 – Marburgo, 28 dicembre 1946) è stato uno zoologo tedesco.

## Biografia
Lavorò come docente presso le università di Friburgo e Berlino, nel 1892 fu professore di zoologia e anatomia comparata all'Università di Marburgo.  A Marburgo, succedette a Richard Greeff come direttore dell'istituto zoologico e per due volte fu rettore universitario (1904/05, 1914/15). Nel 1912/13 fu presidente della Deutsche Zoologische Gesellschaft (Società zoologica tedesca).